# Yūki Tanaka
Yūki Tanaka (jap. 田中 優季, Tanaka Yūki; * 7. März 1990 in der Präfektur Aichi) ist eine ehemalige japanische Tennisspielerin.

## Karriere
Tanaka, die mit neun Jahren mit dem Tennisspielen begann, bevorzugte dabei den Hartplatz. Sie studierte an der Waseda-Universität und begann 2012 ihre Profikarriere. Sie gewann einen Einzel- und fünf Doppeltitel auf dem ITF Women’s Circuit. Ihre besten Weltranglistenplatzierungen erreichte sie im September 2017 mit Platz 308 im Einzel und im August 2016 mit Platz 214 im Doppel.
Ihr erstes Profimatch bestritt Tanaka im Juli 2006 in Nagoya, wo sie auch ihre ersten beiden Partien gewinnen konnte und in der ersten Runde des Hauptfeldes scheiterte. Ihre erste Platzierung unter den Top 1000 erreichte sie 2010, als sie bei den drei Turnieren von Mie ins Viertelfinale und in Tokio und Niigata bis ins Halbfinale vordringen konnte. Im August und September 2012 gelang ihr dann mit Final- und Halbfinalteilnahmen bei den vier Turnieren in Bursa, Istanbul, Noto und Kyōto der nächste Sprung unter die Top 500 der Weltrangliste. Ihr bestes Ergebnis erzielte sie dabei mit dem Einzug ins Halbfinale beim $25.000-Turnier in Noto, wo sie ihrer Landsfrau Misa Eguchi mit 1:6, 6:4 und 2:6 unterlag.
Das erste Mal auf der WTA Tour spielte Tanaka in der Qualifikation zu den KIA Korea Open 2014; sie besiegte dort zunächst Lee Ya-hsuan, verlor aber dann in Runde zwei mit 0:6 und 3:6 gegen Jelisaweta Kulitschkowa.

## Turniersiege

### Einzel
| Nr. | Datum         | Turnier | Kategorie   | Belag     | Finalgegnerin | Ergebnis |
| --- | ------------- | ------- | ----------- | --------- | ------------- | -------- |
| 1.  | 23. März 2013 | Kōfu    | ITF $10.000 | Hartplatz | Hiroko Kuwata | 6:3, 6:1 |

### Doppel
| Nr. | Datum           | Turnier             | Kategorie   | Belag     | Partnerin     | Finalgegnerinnen                         | Ergebnis         |
| --- | --------------- | ------------------- | ----------- | --------- | ------------- | ---------------------------------------- | ---------------- |
| 1.  | 23. Juni 2012   | Mie                 | ITF $10.000 | Rasen     | Hiroko Kuwata | Akari Inoue Kaori Onishi                 | 6:3, 3:6, [10:5] |
| 2.  | 13. Juli 2014   | Aschaffenburg       | ITF $25.000 | Sand      | Rika Fujiwara | Lesley Kerkhove Xenia Knoll              | 6:1, 6:4         |
| 3.  | 24. Januar 2015 | Scharm asch-Schaich | ITF $10.000 | Hartplatz | Shiho Akita   | Kajsa Rinaldo Persson Caroline Rohde-Moe | 6:2, 7:63        |
| 4.  | 7. Februar 2015 | Scharm asch-Schaich | ITF $10.000 | Hartplatz | Anna Morgina  | Weronika Kapschaj Melanie Klaffner       | 4:6, 6:4, [10:6] |
| 5.  | 13. März 2015   | Mildura             | ITF $15.000 | Rasen     | Hiroko Kuwata | Tian Ran Wang Yan                        | 6:2, 6:0         |
| 6.  | 22. April 2017  | Antalya             | ITF $15.000 | Sand      | Emma Laine    | Marie Benoit Ysaline Bonaventure         | 3:6, 6:1, [10:4] |